# Samsung Galaxy S7
Samsung Galaxy S7（サムスン・ギャラクシー・S7）は、Samsung Galaxyシリーズのスマートフォン。前型のSamsung Galaxy S6の後継機種。

## 概要
Samsung Galaxy S7は、従来型のSamsung Galaxy S6に改良を加えた製品である。MicroSDカードに再対応するなど様々な点が進化している。また、この後人気色となる「コーラルブルー」を生み出した初の機種である。日本ではGalaxy S7 edgeのみ発売。

## 特徴
Galaxy S7は3000mAhのバッテリーで 急速充電にも対応している。 バッテリー持ちも十分とは言えないが、 急速充電にも対応している為、電池切れのリスクが少ない状態で使用を続けることが出来る。
Galaxy S7はSamsung (サムスン)が2016年1月に発売したスマートフォンである。 本機にはExynos 8 Octa 8890 2.3が搭載されている。 画面サイズは5.1インチでQHD曲面ディスプレイである。 厚さは7.9mm、重さは152gで、カラーは黒、ゴールド、銀とローズゴールド合わせて4種類がある。

### バッテリー
バッテリー容量は、一般的なスマートフォンが2000mAh～2500mAhであり、従来型のSamsung Galaxy S6 Edgeが2600mAhであるのに対し、Samsung Galaxy S7は3600mAhまで拡張されている。また、急速充電にも対応しており、別売の充電器を用いると110分で電池残量が満タンになる。

### カメラ
Galaxy S7では、従来製品に比べてフォーカスの速度が高速になっている。

## 防水防塵
防水・防塵（IPX5/IPX8、IP6X）による設計で、キャップレス防水・防塵にも対応しており、水回りのさまざまなシーンで使用できる。
なお、水分が残っている状態で充電はできない。

## 日本向けモデル
- NTTドコモ
  - Galaxy S7 edge SC-02H
- KDDI・沖縄セルラー電話連合（各au）
  - Galaxy S7 edge SCV33